# Colonia 28 de Mayo (Santa Rosa)
Colonia 28 de Mayo también conocido como Santa Rosa es una localidad de México perteneciente al municipio de Acatlán en el estado de Hidalgo.

## Geografía
Se encuentra en la región del Valle de Tulancingo, la localidad se encuentra localizada en las coordenadas geográficas 20°10′2.596″N 98°23′8.296″O / 20.16738778, -98.38563778, con una altitud de 2134 m s. n. m. Se encuentra en el extremo norte del municipio a una distancia aproximada de 8.38 kilómetros de la cabecera municipal, Acatlán.
En cuanto a fisiografía se encuentra dentro de la provincia del Eje Neovolcánico dentro de la subprovincia de Llanuras y Sierras de Querétaro e Hidalgo; su terreno es de llanura. En lo que respecta a la hidrología se encuentra posicionado en la región del Pánuco, en la cuenca del río Moctezuma, en la subcuenca del río Metztitlán. Con un clima semiseco templado.

## Demografía
En 2020 registro una población de 2214 personas, lo que corresponde al 9.94 % de la población municipal. De los cuales 1083 son hombres y 1131 son mujeres. Tiene 582 viviendas particulares habitadas.
| Gráfica de evolución demográfica de Colonia 28 de Mayo entre 1950 y 2020                     |
|                                                                                              |
| Población de los censos y conteos del Instituto Nacional de Estadística y Geografía (INEGI). |